# Автошлях Р 73
Автошля́х Р 73 — автомобільний шлях регіонального значення в Україні. Пролягає територією Дніпропетровської та Запорізької областей. Автошлях починається біля села Дніпрові Хвилі, відгалуджуючись від автошляху національного значення Н08. Закінчується у місті Нікополь на вулиці Патріотів України, приєднуючись до автошляху національного значення Н23 в районі села Придніпровське. Загальна довжина — 64,2 км.
Дана нумерація набула чинності з 1 січня 2013 року (попереднє найменування автошляху — Т 0809).

## Маршрут
Автошлях пролягає через населені пункти:
| Автошлях Р73             |           |
| Запорізька область       |           |
| Запорізький район        |           |
| Дніпрові Хвилі           | Н08       |
| Яворницьке               |           |
| Дніпропетровська область |           |
| Нікопольський район      |           |
| Чумаки                   | Т 0420    |
| Зелений Клин             |           |
| Сергіївка                |           |
| Дмитрівка                | Т 0435    |
| Придніпровське           |           |
| Нікополь                 | Н23Т 0432 |